# Abdij van Saint-Remi
De Abdij van Saint-Remi is een voormalige benedictijnenabdij in de Franse stad Reims, gesticht in de 6e eeuw. De romaanse abdijkerk is bewaard als de Sint-Remigiusbasiliek en in de kloostergebouwen is het Musée Saint-Remi ondergebracht.

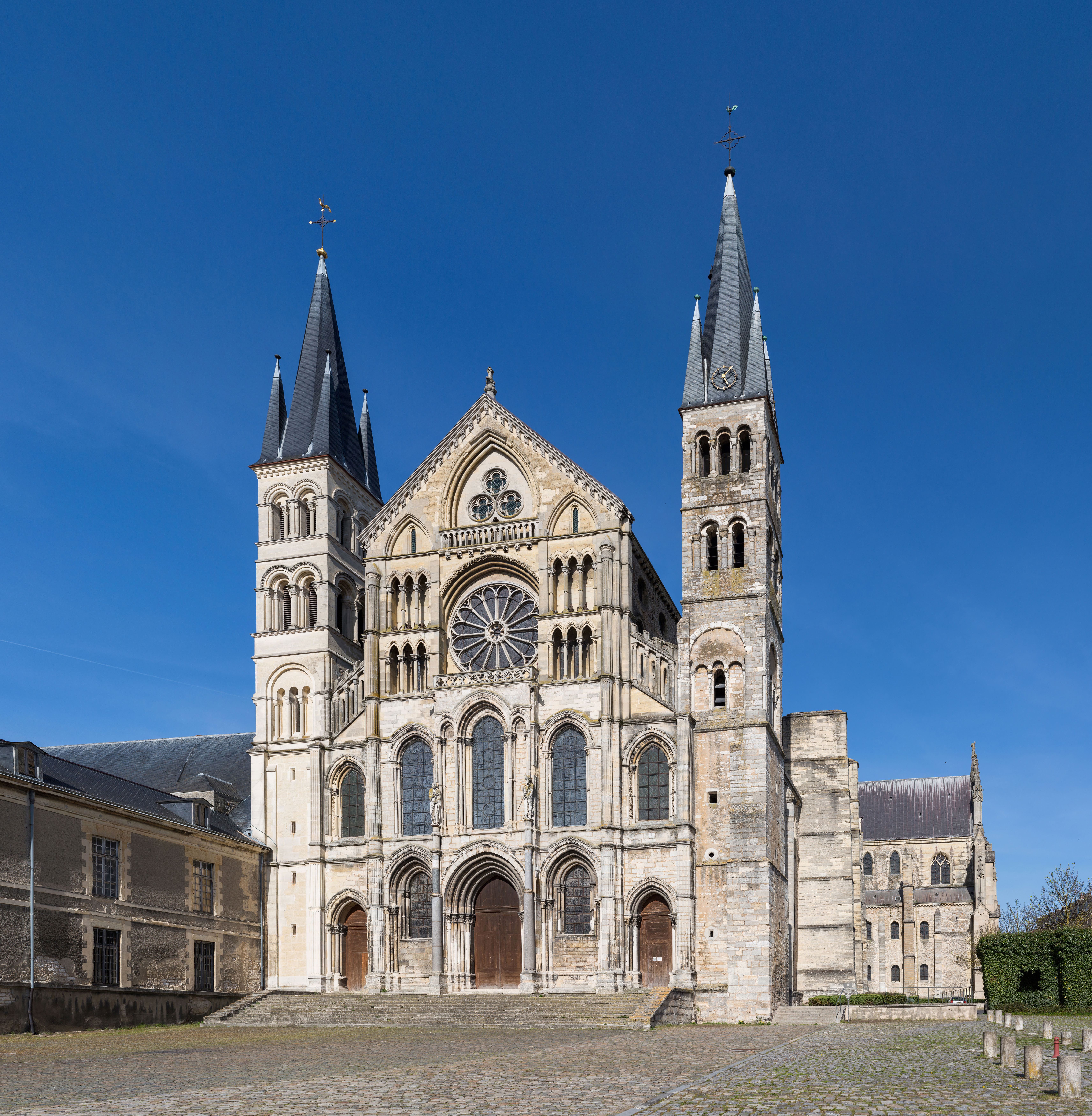
De abdijkerk is bewaard gebleven (Sint-Remigiusbasiliek)

De basiliek werd geconsacreerd door paus Leo IX in 1049. De oudste delen zijn het middenschip en de transepten; de façade van het zuidelijke transept is de meest recente.
Er bevinden zich de relikwieën van de heilige Remigius, de bisschop van Reims die Clovis, koning der Franken, doopte op Kerstmis in het jaar 496, nadat deze zich tot het christendom had bekeerd na zijn overwinning op de Alemannen in de Slag bij Tolbiac.
Veel waardevolle objecten van de abdij werden tijdens de Franse Revolutie geroofd, maar het 12e-eeuwse gebrandschilderd glas is nog aanwezig. De Abdij van Saint-Remi werd in 1991 UNESCO-werelderfgoed, samen met de nabijgelegen Kathedraal van Reims en het Paleis van Tau.
Op zondag 7 oktober 2007 werd het duizendjarig bestaan van de basiliek herdacht in een eucharistieviering. Paus Benedictus XVI benoemde kardinaal Godfried Danneels, aartsbisschop van Mechelen-Brussel, als zijn speciale gezant die voorging in de plechtige eucharistieviering.
Mont-Saint-Michel en baai · Kathedraal van Chartres · Paleis en park van Versailles · Basiliek van Vézelay op de colline éternelle · Prehistorische locaties en beschilderde grotten in de Vézèrevallei · Paleis en park van Fontainebleau · Kathedraal van Amiens · Romeins theater en omgeving en de triomfboog van Orange · Arles, Romeinse en romaanse monumenten · Cisterciënzer Abdij van Fontenay · Zoutziederij Salins-les-Bains en Koninklijke zoutziederij Arc-et Senans · Place Stanislas, Place de la Carrière en Place d'Alliance in Nancy · Abdijkerk van Saint-Savin-sur-Gartempe · Golf van Porto: Calanches de Piana, Golf van Girolata, Natuurreservaat Scandola · Pont du Gard · Straatsburg: Grande-Île · Parijs: oevers van de Seine · Kathedraal Notre Dame, Abdij van Saint-Remi en Paleis van Tau in Reims · Kathedraal van Bourges · Historisch centrum van Avignon · Canal du Midi · Historische vestingstad Carcassonne · Nationaal park Pyrénées-Mont Perdu · Pelgrimsroutes in Frankrijk naar Santiago de Compostella · Historisch Lyon · Rechtsgebied van Saint-Émilion · Loiredal tussen Sully-sur-Loire en Chalonnes-sur-Loire · Provins, stad van middeleeuwse jaarmarkten · Le Havre, stad herbouwd door Auguste Perret · Belforten in België en Frankrijk · Bordeaux, Port de la Lune · Vestingwerken van Vauban · Lagunes van Nieuw-Caledonië: rifdiversiteit en ecosystemen · Bisschopsstad Albi · Pitons, cirques en "remparts" van het eiland Réunion · De Causses en de Cevennen, mediterraan agropastoraal cultuurlandschap · Prehistorische paalwoningen in de Alpen · Steenkoolbekken van Nord-Pas-de-Calais · Beschilderde grot van de Pont d'Arc, bekend als de Grotte Chauvet-Pont-d’Arc, Ardèche · De climats van de wijnstreek Bourgogne · Heuvels, huizen en wijnkelders van Champagne · Architecturaal werk van Le Corbusier · Taputapuātea · Tektonisch landschap Chaîne des Puys en Limagnebreuklijn · Franse Zuidelijke Gebieden en Zeeën · Historische kuuroorden van Europa (Vichy) · Vuurtoren van Cordouan · Nice, winterbadplaats aan de Rivièra  · Oude en voorhistorische beukenbossen van de Karpaten en andere regio's van Europa ·  Te Henua Enata - De Markiezeneilanden
- Bibliothèque nationale de France: cb120020289 (data)
- Virtual International Authority File: 136102685